# Jarosław Billewicz
Jarosław Billewicz herbu Mogiła – podstoli żmudzki w 1647 roku.